# Santa Victoria Oeste
Ne doit pas être confondu avec Santa Victoria Este.
Santa Victoria Oeste est une ville argentine située dans la province de Salta et le Département de Santa Victoria. Elle se trouve à 540 km de Salta, la capitale provinciale et est proche de la frontière bolivienne.
- (es) Cet article est partiellement ou en totalité issu de l’article de Wikipédia en espagnol intitulé « Santa Victoria Oeste » (voir la liste des auteurs).